# ʿIkrima ibn Abī Dschahl
Abū ʿUthmān ʿIkrima ibn Abī Dschahl (arabisch أبو عثمان عكرمة بن أبي جهل, DMG Abū ʿUṯmān ʿIkrima ibn Abī Ǧahl gest. zwischen 634 und 636) war ein mekkanischer Militärführer aus dem quraischitischen Clan der Machzūm. Er war wie sein Vater Abū Dschahl einer der schärfsten Gegner des Propheten Mohammed, konvertierte jedoch nach der Eroberung Mekkas durch die Muslime im Frühjahr 630 zum Islam und spielte eine führende Rolle bei der Niederschlagung der Ridda-Bewegung. Er fiel während der Feldzüge zur Eroberung der Levante in Palästina.

## Wirken als Gegner Mohammeds
ʿIkrima war ein bekannter mekkanischer Reiterkrieger (fāris). Seine Mutter gehörte dem Stamm der Banū Hilāl an, wobei ihr Name unterschiedlich angegeben wird. Da ʿIkrima zunächst wie sein Vater ʿAmr ibn Hischām, den Mohammed als Abū Dschahl („Vater der Unwissenheit“) verhöhnte, einer der schärfsten Gegner des Islams war, beteiligte er sich aktiv an fast allen gegen diese Religion gerichteten Operationen. Im ersten Jahr der Hidschra (622) stand er an der Spitze der Quraisch, die sich in der Nähe des Ahyā'-Wassers unterhalb von Thanīyat al-marra gegen die Muslime versammelten, aber in diesem Fall gab es keinen Krieg. Er nahm an der Schlacht von Badr teil und trennte die Hand von Muʿādh ibn ʿAmr, einem derjenigen, die in diesem Krieg seinen Vater töteten, mit einem Schwerthieb. Nachdem sein Vater in der Schlacht getötet worden war, wurde er zu einem der Anführer der Machzūm. Bei der Schlacht von Uhud 625 führte ʿIkrima zusammen mit Chālid ibn al-Walīd die mekkanische Reiterei an.
Zwar lag die Führung der Quraisch nach der Schlacht von Badr bei Abū Sufyān ibn Harb, doch gelangte ʿIkrima schon bei der Belagerung von Medina im Jahre 627 zu größerer Prominenz, als er die Verhandlungen mit den Juden von Medina führte. Als die Muslime im März 628 auf dem Weg zur ʿUmra in al-Hudaibiya lagerten, führte ʿIkrima zusammen mit Suhail ibn ʿAmr vom Clan der ʿĀmir ibn Luʾaiy und Safwān ibn Umaiya von den Banū Dschumah den Widerstand gegen sie an. Als aber Mohammed Verhandlungen vorschlug, war das Triumvirat geteilter Meinung: Während ʿIkrima Verhandlungen ablehnte und den Gesandten Mohammeds misshandelte, sprach sich Safwān dafür aus und erhielt dabei Unterstützung von ʿIkrimas Onkel Onkel al-Hārith ibn Hischām. Obwohl ʿIkrima von al-Hakam ibn Abī l-ʿĀs, dem Vater des späteren Kalifen Marwan I. unterstützt wurde, konnte er sich mit seiner ablehnenden Haltung nicht durchsetzen und gab schließlich nach.

## Flucht in den Jemen und Annahme des Islams
Als sich Ende 629 Mohammed mit einer großen Armee Mekka näherte, versuchte ʿIkrima zusammen mit Safwān und Suhail Widerstand zu organisieren. Während der Eroberung Mekkas kam es im Dezember 629 am Berg Chandama unter ʿIkrima zu einem letzten militärischen Widerstand einiger Mekkaner der Machzūm und Hudhail gegen die Muslime. Sie griffen von Chālid ibn al-Walīd angeführte Truppen an, wobei man zwölf Gefallene auf Seiten der Mekkaner und zwei auf Seiten der Muslime zählte. Als Mohammed nach der Eroberung Mekkas eine Generalamnestie erklärte, nahm er ʿIkrima und drei weitere Männer davon aus. Sie sollten auf jeden Fall getötet werden. ʿIkrima flüchtete daraufhin über das Meer in den Jemen. Seine Ehefrau und Cousine Umm Hakīm, die sich Mohammed unterwarf, bat erfolgreich für ihren Ehemann um Begnadigung. Anschließend reiste sie ihrem Ehemann nach, um ihn zurückzubringen. Nach einem Bericht, der auf Ibn Schihāb az-Zuhrī zurückgeführt wird, reiste Umm Hakīm in Begleitung eines griechischen Sklaven, der sie aber unterwegs belästigte. Sie wandte sich daraufhin hilfesuchend an Männer des Stammes ʿAkk, die den Sklaven anbanden, so dass sie ihre Reise erfolgreich fortsetzen konnte und ihren Ehemann schließlich in der Tihama fand. Die Führung der Machzūm ging während ʿIkrimas Abwesenheit auf seinen Onkel al-Hārith ibn Hischām und Saʿīd ibn Yarbuʿ, der einer Nebenlinie des Clans entstammte, über.
Mohammed soll ʿIkrima bei seiner Rückkehr umarmt und mit den Worten „Willkommen dem ausgewanderten Reiter“ (marḥaban bi-r-rākib al-muhāǧir) begrüßt haben. ʿIkrima nahm daraufhin den Islam an. Danach hielt er sich in Medina auf. Nach Ibn ʿAbd al-Barr verbot Mohammed seinen Gefährten, Abū Dschahl in Anwesenheit von ʿIkrima zu verfluchen, mit der Begründung, dass die Verfluchung der Toten die Lebenden schädige. Angeblich soll er seinen Gefährten auch verboten haben, ihn ʿIkrima ibn Abī Dschahl zu nennen, doch wird dieses Patronym allgemein in den arabischen biographischen Lexika benutzt. Bei der Abschiedswallfahrt im Frühjahr 632 beauftragte ihn Mohammed, die Zakāt von den Banū Hawāzin einzusammeln. Bei Mohammeds Tod befand er sich gerade in Tabāla.

## Rolle in den Ridda-Kriegen
In den Ridda-Kriegen während des Kalifats von Abū Bakr wurde er zum Kampf gegen Musailima an der Spitze einer Militäreinheit und anschließend zum Kampf gegen die Abtrünnigen in Oman, Mahra und Daibaʿ geschickt. Bei den Azd in Oman waren nach dem Tode Mohammeds die zwei Brüder aus der Dschulandā-Familie, Dschaifar und ʿAbd, die ein Bündnis mit Medina geschlossen hatten, durch ihren früheren Rivalen Laqīt ibn Mālik al-ʿĀtiqī verdrängt worden. ʿIkrima kam zusammen mit dem mekkanischen Militärführer Hudhaifa ibn Mihsan der medinafreundlichen Partei zu Hilfe zu Hilfe, besiegte Laqīt und setzte die beiden Brüder aus der Dschulandā-Familie erneut in ihre Rechte ein. Während Hudhaifa als Vertreter Medinas in Oman verblieb, zog ʿIkrima nach Mahra und Jemen weiter, um dort gegen Aufständische zu kämpfen. Bei seinem Marsch nach Mahra wurde ʿIkrima von Stammeseinheiten der Azd und der Tamīm begleitet. Unter den Mahra kam es zu internen Konflikten und die schwächere Partei verbündete sich mit den Muslimen. Nachdem ʿIkrima die stärkere Partei unterworfen hatte, brachte der Anführer der schwächeren Partei ein Fünftel der Beute nach Medina.
Als sich der kinditische Stammesführer al-Aschʿath ibn Qais im Hadramaut zum König krönen ließ und die Konfrontation mit dem Staat von Medina suchte, trug Abū Bakr auf Anraten von ʿUmar ibn al-Chattāb ʿIkrima auf, in den Hadramaut zu ziehen und al-Aschʿath und seine Leute zu bekämpfen. ʿIkrima, der sich zu dieser Zeit gerade in Mekka befand, zog daraufhin mit 2.000 Reitern der Quraisch und ihren Verwandten und Verbündeten über Nadschran und Sanaa, wo er weitere Kämpfer rekrutierte, nach Ma'rib. Als die Bewohner des Ortes Dubā, die mit den Kinda verwandt waren, davon hörten, dass ʿIkrima gegen die Kinda kämpfen wollte, griffen sie, um seine Kräfte zu binden, Hudhaifa ibn ʿAmr, den von Abū Bakr bei ihnen eingesetzten Gouverneur, an und vertrieben ihn, woraufhin dieser zu ʿIkrima floh. Abū Bakr, der brieflich über diesen Vorfall informiert wurde, gab er ʿIkrima den Befehl, den Ort einzunehmen und die Gefangenen zu ihm zu schicken. Zuerst kam es zu Kämpfen, bei denen etwa 100 Männer aus Dubā getötet wurden, danach ließ ʿIkrima die Stadt einschließen und belagern.
Nach dem Sieg über Dubā zog ʿIkrima weiter zu Ziyād ibn Labīd, dem von Mohammed eingesetzten Statthalter bei den Kinda. Als al-Aschʿath ibn Qais davon erfuhr, zog er sich in die Festung an-Nudschair zurück, um diese zu befestigen und zu reparieren, und brachte anschließend dort seine Frauen, Verwandten und Nachkommen unter. Als es danach bei der Stadt Tarīm zu einem Gefecht zwischen den Truppen von al-Aschʿath und Ziyād kam, konnte ersterer letzteren fast besiegen, doch entsetzte ʿIkrima Ziyād im letzten Augenblick und schlug al-Aschʿath in die Flucht. Al-Aschʿath zog sich daraufhin mit seinen Leuten in die Festung an-Nudschair zurück. Als davon andere Teile der Kinda hörten, die vorher von al-Aschʿath abgefallen waren, wollten sie ihm zu Hilfe kommen. Während Ziyād nach an-Nudschair weiterzog und die Festung mit dem Mekkaner al-Muhādschir ibn Abī Umaiya einschloss, stellte sich ʿIkrima den kinditischen Hilfstruppen entgegen und verwickelte sie in Kämpfe, bis al-Aschʿath die Festung den Muslimen übergeben hatte. Nach anderen Berichten nahm ʿIkrima selbst mit seinen Truppen an der Belagerung von an-Nudschair teil, vermittelte al-Aschʿath die Sicherheitsgarantie (amān), die er von al-Muhādschir erhielt, bzw. hielt al-Muhādschir davon ab, al-Aschʿath zu töten, als sich zeigte, dass al-Aschʿaths Name in der Liste derjenigen fehlte, für die die Sicherheitsgarantie gelten sollte.
Zusammen mit al-Muhādschir ibn Abī Umaiya und dessen Kämpfern gelang es ʿIkrima anschließend, Qais ibn al-Makschūh, der sich in Sanaa eingerichtet hatte, zu besiegen.

## Sein Tod
Bei den Feldzügen zur Eroberung der Levante kommandierte ʿIkrima ein Reserveregiment von 6.000 Mann. Er fiel aber wahrscheinlich noch während des Kalifats von Abū Bakr in der Schlacht von Adschnadain mit den Byzantinern im Juli 634. Es gibt aber auch Angaben, nach denen er in der Schlacht von Mardsch as-Suffar im selben Jahr oder in der Schlacht am Jarmuk im Jahre 636 fiel. Seine Frau Umm Hakīm heiratete nach seinem Tod den zweiten Kalifen ʿUmar ibn al-Chattāb. ʿIkrima hatte keine Nachkommen.

## Belege
1. 1 2  Ibn ʿAbd al-Barr: al-Istīʿāb fī maʿrifat al-aṣḥāb. Bd. III, S. 1082.
2. ↑  Ibn ʿAsākir: Taʾrīḫ madīnat Dimašq. 1996, Bd. XLI, S. 56f.
3. ↑  Watt: Muhammad at Medina. 1956, S. 57.
4. ↑  Klaus Klier: Ḫālid und ʿUmar: Quellenkritische Untersuchung zur Historiographie der frühislamischen Zeit. Klaus Schwarz, Berlin 1998. S. 19.
5. ↑  Watt: Muhammad at Medina. 1956, S. 58f.
6. ↑  Watt: Muhammad at Medina. 1956, S. 64.
7. ↑  Ibn ʿAsākir: Taʾrīḫ madīnat Dimašq. 1996, Bd. XLI, S. 58.
8. ↑  Ibn ʿAsākir: Taʾrīḫ madīnat Dimašq. 1996, Bd. XLI, S. 61, 63.
9. ↑  Watt: Muhammad at Medina. 1956, S. 68.
10. ↑  Ibn ʿAsākir: Taʾrīḫ madīnat Dimašq. 1996, Bd. XLI, S. 62.
11. ↑  Hinds: “Mak̲h̲zūm”. 1987, Bd. VI, S. 138b.
12. ↑  Ibn ʿAsākir: Taʾrīḫ madīnat Dimašq. 1996, Bd. XLI, S. 55.
13. ↑  Ibn ʿAsākir: Taʾrīḫ madīnat Dimašq. 1996, Bd. XLI, S. 60.
14. 1 2  Muḥammad ibn Saʿd: Kitāb aṭ-Ṭabaqāt al-kabīr. Ed. E. Sachau. 9 Bde. Leiden 1904–1940. Bd. V, S. 329. Digitalisat
15. ↑  Elias Shoufany: Al-Riddah and the Muslim Conquest of Arabia. University of Toronto Press, Toronto 1973. S. 134–136.
16. ↑  Michael Lecker: „al-Ridda“ in The Encyclopaedia of Islam. New Edition Bd. XII, S. 692b-695a. Hier S. 694a.
17. ↑  Ibn Aʿṯam al-Kūfī: Kitāb al-futūḥ. Ed. ʿAlī Šīrī. 8 Bde. Dār al-Aḍwāʾ li-ṭ-Ṭibāʿa wa-n-Našr wa-t-Tauzīʿ, Beirut, 1991. Bd. I, S. 57–58. Digitalisat
18. ↑  al-Wāqidī: Kitāb ar-Ridda.1990, S. 198–200.
19. ↑  al-Wāqidī: Kitāb ar-Ridda.1990, S. 201.
20. ↑  al-Wāqidī: Kitāb ar-Ridda.1990, S. 203–207.
21. ↑  aṭ-Ṭabarī: Taʾrīḫ ar-rusul wa-l-mulūk. Bd. I, S. 2007. - Engl. Übersetzung Donner: The History of al-Ṭabarī, Volume X: The Conquest of Arabia, A.D. 632–633/A.H. 11. S. 183.
22. ↑  aṭ-Ṭabarī: Taʾrīḫ ar-rusul wa-l-mulūk. Bd. I, S. 2009. - Engl. Übersetzung Donner: The History of al-Ṭabarī, Volume X: The Conquest of Arabia, A.D. 632–633/A.H. 11. S. 185f.
23. ↑  aṭ-Ṭabarī: Taʾrīḫ ar-rusul wa-l-mulūk. Bd. I, S. 2010. - Engl. Übersetzung Donner: The History of al-Ṭabarī, Volume X: The Conquest of Arabia, A.D. 632–633/A.H. 11. S. 187.
24. ↑  Michael Lecker: „al-Ridda“ in The Encyclopaedia of Islam. New Edition Bd. XII, S. 692b-695a. Hier S. 693b.
25. ↑  Fred McGraw Donner: The early Islamic Conquests. Princeton University Press, Princeton, NJ 1981. S. 135.
26. ↑  Ibn ʿAsākir: Taʾrīḫ madīnat Dimašq. 1996, Bd. XLI, S. 71f.
27. ↑  Ibn ʿAbd al-Barr: al-Istīʿāb fī maʿrifat al-aṣḥāb. Bd. III, S. 1083.
28. ↑  Hinds: “Mak̲h̲zūm”. 1987, Bd. VI, S. 139a.
29. ↑  Muḥammad ibn Saʿd: Kitāb aṭ-Ṭabaqāt al-kabīr. Ed. E. Sachau. 9 Bde. Leiden 1904–1940. Bd. VII/2, S. 126. Digitalisat